# Euryobeidia largeteaui
Euryobeidia largeteaui är en fjärilsart som beskrevs av Charles Oberthür 1884. Euryobeidia largeteaui ingår i släktet Euryobeidia och familjen mätare. Inga underarter finns listade i Catalogue of Life.